# Кутб ад-Дин аш-Ширази
Кутб ад-Дин Махму́д ибн Масу́д аш-Шира́зи (перс. قطب‌الدین شیرازی‎, Казерун, 1236 — Тебриз, 1311) — выдающийся персидский астроном, математик, философ, врач.
Сотрудник Марагинской обсерватории, ученик Насир ад-Дина ат-Туси. Будучи самым сильным из учеников ат-Туси, аш-Ширази приобрёл авторитет, сравнимый с авторитетом учителя, что привело к их ссоре и к отъезду ат-Туси из Мараги. Аш-Ширази был судьёй в различных городах северо-западного Ирана. После удачного выполнения дипломатического поручения монгольского ильхана Ахмеда Текудера в Египте аш-Ширази вернулся в Тебриз. Здесь аш-Ширази возглавил обсерваторию, ставшую преемницей Марагинской обсерватории ат-Туси. В Тебризской обсерватории работали крупный математик и астроном ан-Найсабури и оптик ал-Фариси.
Аш-Ширази принадлежит энциклопедический труд «Жемчужина короны для украшения Дибаджа», комментарий к «Арифметике» Никомаха Геразского, комментарий к трактату «О движении качения и об отношении между плоским и кривым» (предполагается, что сам этот трактат принадлежит ат-Туси), трактат «Предел постижения в познании небесных сфер», комментарий к «Канону врачебной науки» Ибн Сины и ряд других сочинений.
Кутб ад-Дин аш-Ширази был также известным суфием. Ему принадлежит комментарий к трактату Сухраварди «Мудрость озарения».

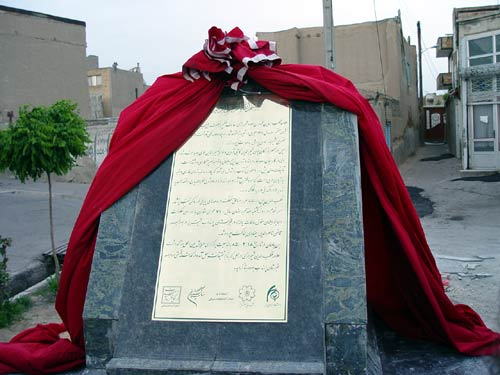
Могила Кутб ад-Дина аш-Ширази

## Избранные труды
- Аш-Ширази. Комментарий к трактату о движении качения и об отношении между плоским и кривым // Из истории физико-математических наук на средневековом Востоке. — М.: Наука, 1983. — С. 175—203.
- Аш-Ширази. Царский подарок в области астрономии // Древние и средневековые источники по этнографии и истории Африки южнее Сахары  / Пер. В. В. Матвеева. — М.: Восточная литература, 2002. — Т. 4: Арабские источники XIII-XIV вв.